# Eriauchenus ratsirarsoni
Espèce
Synonymes
- Archaea ratsirarsoni Lotz, 2003

Eriauchenus ratsirarsoni est une espèce d'araignées aranéomorphes de la famille des Archaeidae.

## Distribution
Cette espèce est endémique de Madagascar.

## Description
Le mâle holotype mesure 1,90 mm.
Le mâle décrit par Wood et Scharff en 2018 mesure 1,67 mm et la femelle 1,89 mm.

## Systématique et taxinomie
Cette espèce a été décrite sous le protonyme Archaea ratsirarsoni par Lotz en 2003. Elle est placée dans le genre Eriauchenus par Wunderlich en 2004.

## Étymologie
Cette espèce est nommée en l'honneur de Helian J. Ratsirarson.

## Publication originale
- Lotz, 2003 : « Afrotropical Archaeidae: 2. New species of the genera Archaea and Afrarchaea (Arachnida: Araneae). » Navorsinge van die Nasionale Museum Bloemfontein, vol. 19, p. 221-240.